# Абгар Дпір
Абгар Дпір (Абгар Євдокаці або Тохатеці) — другий після Акопа Мегапарта вірменський друкар. Вважався вірменським першодрукарем аж до кінця 19-го століття.
Видав декілька книг в 1565—1569 роках, в тому числі абетку вірменської мови «Маленька граматика або азбука» («Փոքր քերականություն կամ այբբենարան»). У 1565 році надрукував у Венеції «Календар» і «Псалтир». Незабаром Абгар переселився в Константинополь, де продовжив свою видавничу діяльність.